# ديدي (لاعب كرة قدم برازيلي)
ديدي هو لاعب كرة قدم برازيلي، ولد في 25 مايو 1991 في ساو فيسنتي، ساو باولو في البرازيل. لعب مع أضنة سبور وباوليستا ونادي بالميراس.

## وصلات خارجية
- ديدي (لاعب كرة قدم برازيلي) على موقع اتحاد تركيا (لاعب) (الإنجليزية)
- ديدي (لاعب كرة قدم برازيلي) على موقع قاعدة بيانات كرة القدم.إي يو (الإنجليزية)
- ديدي (لاعب كرة قدم برازيلي) على موقع Soccerway.com (الإنجليزية)
- ديدي (لاعب كرة قدم برازيلي) على موقع عالم كرة القدم.نت (الإنجليزية)